# Урнек (Костанайская область)
Урнек (каз. Өрнек) — село в Карабалыкском районе Костанайской области Казахстана. Входит в состав Урнекского сельского округа. Код КАТО — 395053500.

## География
Село находится примерно в 57 км к юго-западу от районного центра, посёлка городского типа Карабалык.
В 11 км к востоку от села расположено озеро Кылдык, в 5 км к юго-востоку — озеро Орнек,в 3 км к юго-западу - озеро Соролинское.

## Население
В 1999 году население села составляло 343 человека (178 мужчин и 165 женщин). По данным переписи 2009 года в селе проживало 190 человек (99 мужчин и 91 женщина).